# Litaneutria borealis
Litaneutria borealis är en bönsyrseart som beskrevs av Brunner 1893. Litaneutria borealis ingår i släktet Litaneutria och familjen Mantidae. Inga underarter finns listade i Catalogue of Life.